# Урочище Ялинник (пам'ятка природи)
Уро́чище Яли́нник — ботанічна пам'ятка природи місцевого значення в Україні. Розташована в межах Ковельського району Волинської області, на схід від селища Головне. 
Площа 12 га. Статус надано згідно з рішенням облради № 16\6 від 20.12.1993 року. Перебуває у віданні філії «Любомльське лісове господарство», Головнянське л-во, кв. 30, вид. 3. 
Статус надано з метою збереження частини лісового масиву, у складі якого високобонітетні насадження сосни звичайної, віком 100 років, що використовуються для насіннєвих цілей. 

## Галерея

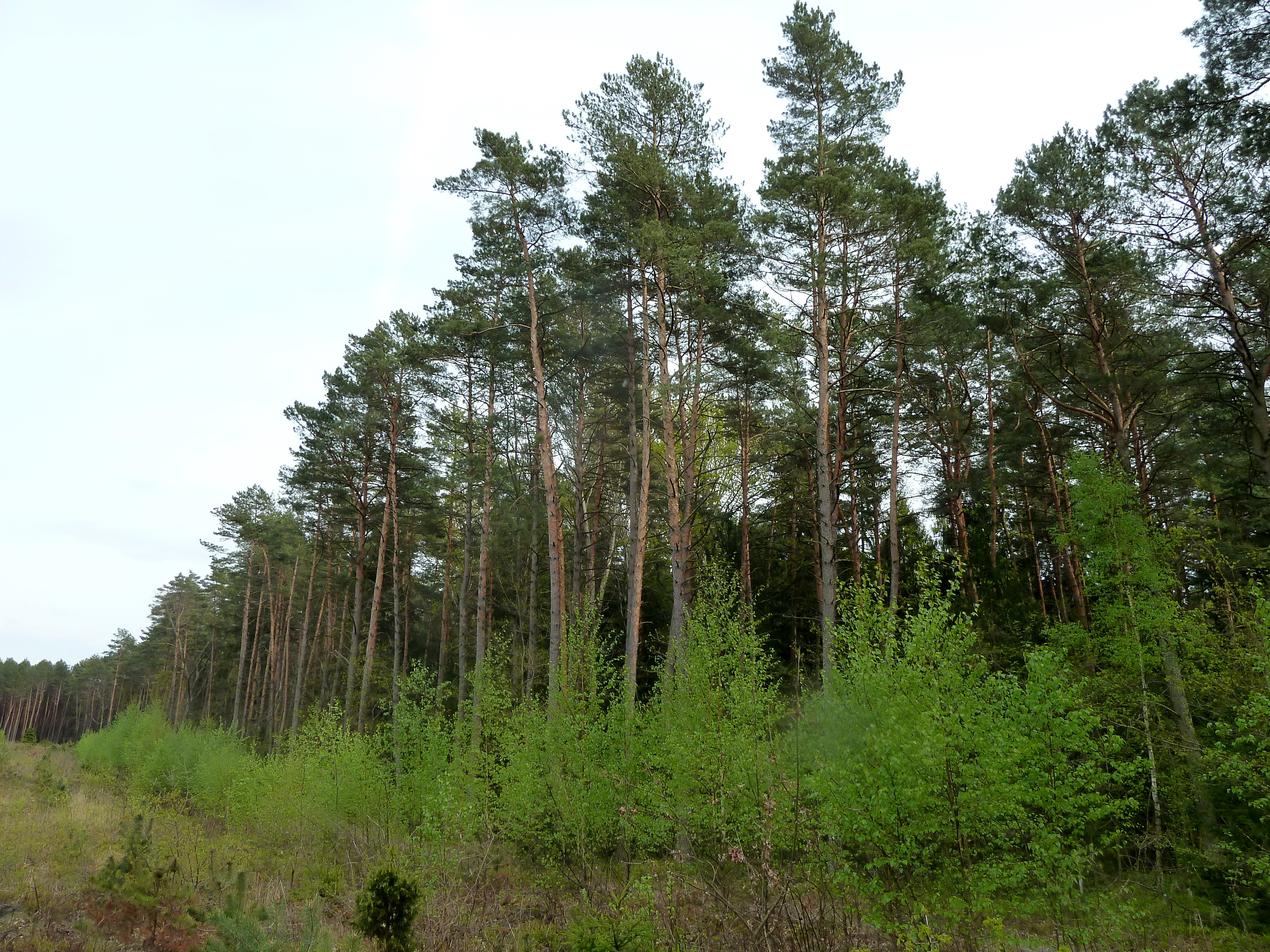
Загальний вигляд з галявини
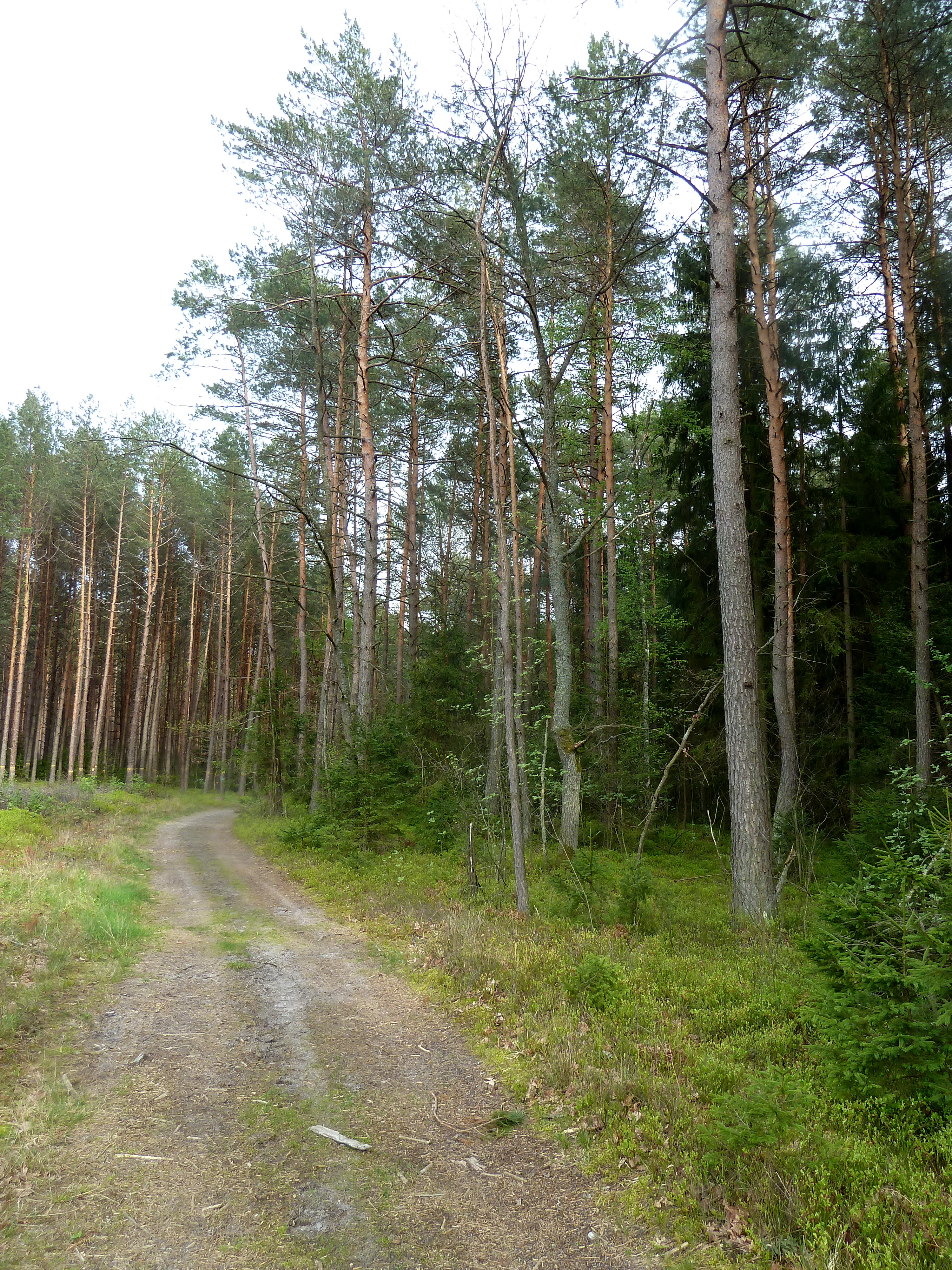
Загальний вигляд з лісової дороги
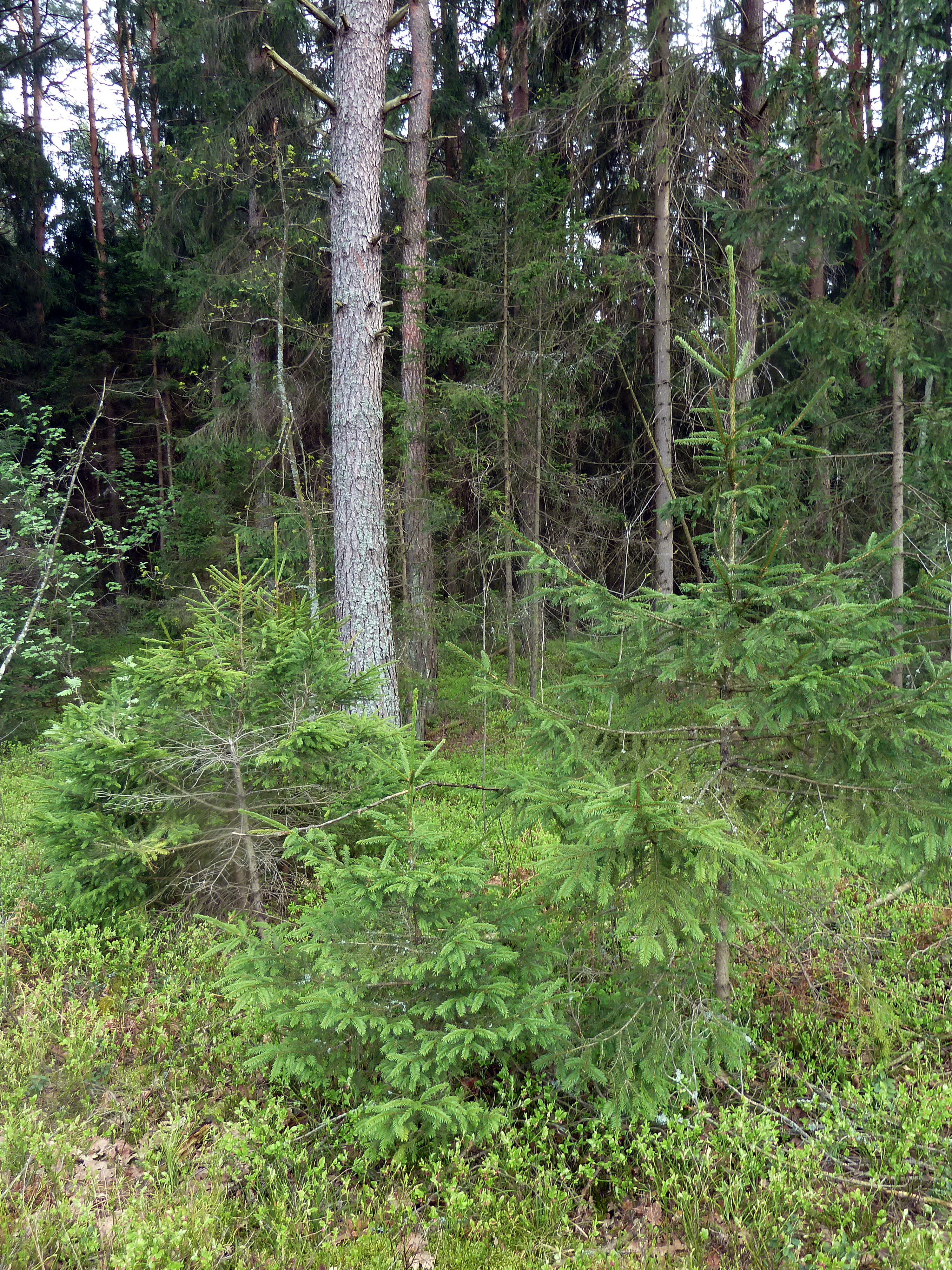
Молоді дерева
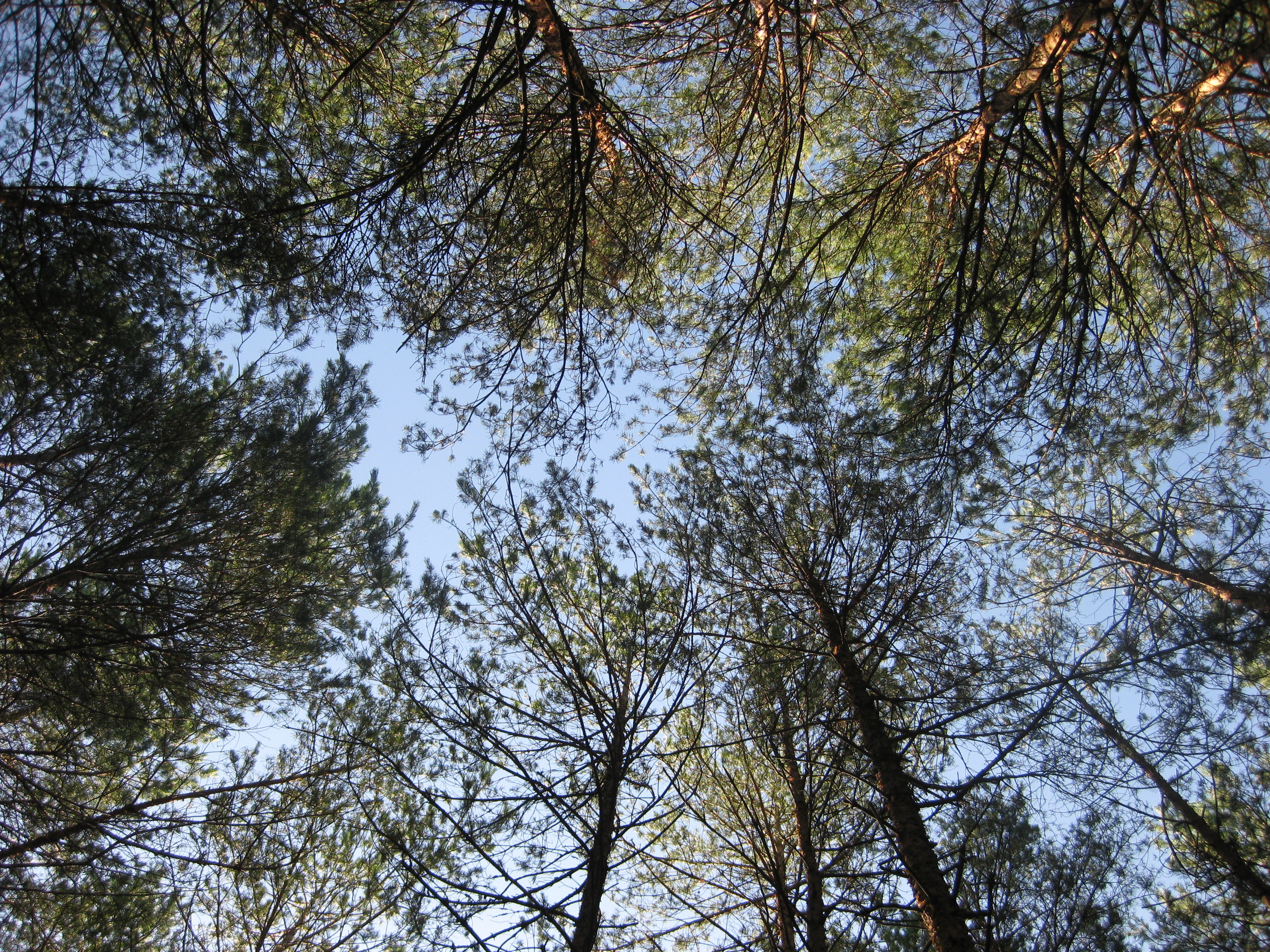
Сосновий бір в урочищі Ялинник
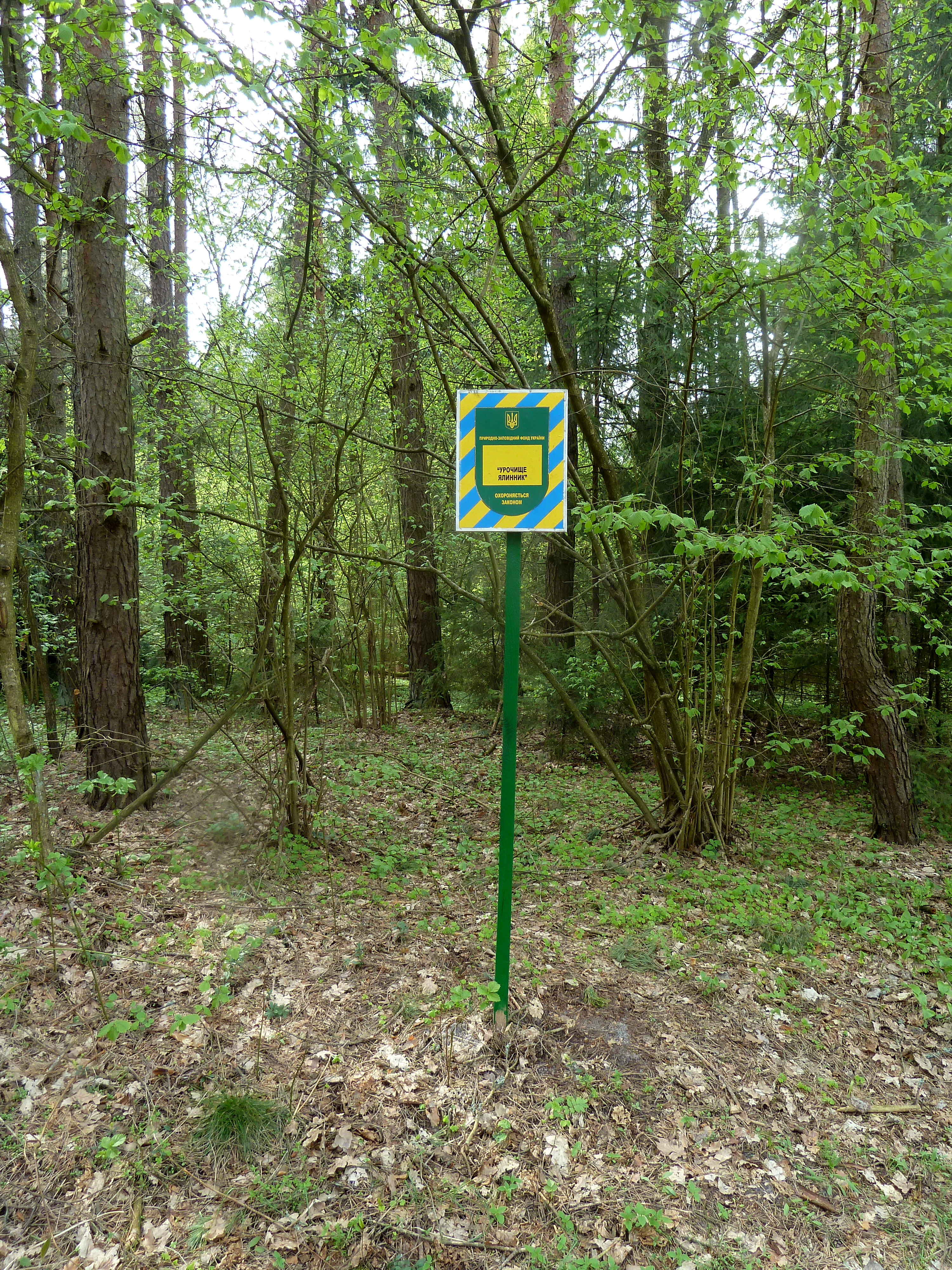
Друга охоронна дошка